# Anaphes vulgaris
Anaphes vulgaris är en stekelart som först beskrevs av Soyka 1946.  Anaphes vulgaris ingår i släktet Anaphes och familjen dvärgsteklar. Inga underarter finns listade i Catalogue of Life.